# الربعية الهيرودية
نشأ الحكم الرباعي الهيرودي بعد وفاة هيرودس الكبير في 4 قبل الميلاد، عندما قُسمَّت مملكته بين أبنائه هيرودس أرخيلاوس بلقب صاحب العرش، وهيرودوس أنتيباس وهيرودس فيلبس الثاني كرباعين في الميراث، في حين أن شقيقة هيرود سالومي حكمت يفنه لفترة قصيرة. عندما خُلِع هيرود أرخيلاوس في 6 م، تحوّلت أراضيه (يهودا والسامرة وإدوميا) إلى مقاطعة رومانية. مع وفاة سالومي في 10م، أُلحِقت مناطق نفوذها أيضًا في المقاطعة. ومع ذلك، استمرت أجزاء أخرى تابعة للحكم الرباعي الهيردي تحت حكمهم. وهكذا، حكم هيرودس فيليب الثاني باتانيا وحوران حتى 34م (ثمّ أُلحقَت مناطق نفوذه فيما بعد بمقاطعة سوريا)، في حين حكم هيرود أنتيباس الجليل وبيريا حتى 34 قبل الميلاد. كان آخر حاكم بارز من السلالة الهيرودية مع مستوى ما من الاستقلال هو هيرودس أغريباس الأوّل، الذي مُنَح مقاطعة يهودا، على الرغم من وفاته في 44م، استعيد وضع مقاطعة يهودا إلى الأبد.
في وقت لاحق حكم آخر أفراد السلالة الهيرودية هيرودس أوف خالكيذا، أريستوبولوس، وأغريباس الثاني مملكة خالكيس، وهي دولة تابعة للإمبراطورية الرومانية. مات أغريباس الثاني دون أن ينجب أطفال، وبالتالي ألحقت خاليكس ضمن مقاطعة سوريا.

## التاريخ
في وقت وفاته، حكم هيرودس معظم جنوب غرب بلاد الشام، كدولة تابعة للإمبراطورية الرومانية. لم يكن أنتيباس الخيار الأول كوريث لهيرودس، بل كان الشرف من نصيب أريستوبولوس وألكسندر، أبناء هيرودس من قبل الأميرة الحشمونية ماريامان. ولكن بعد إعدامهم (حوالي 7 قبل الميلاد)، وإدانة ابن هيرودس الأكبر أنتيباتر بمحاولة تسميم والده (5 قبل الميلاد)، عاد هيرودس المسن الآن مرة أخرى إلى ابنه الأصغر أنتيباس، وأراده وريثًا له.  خلال مرضه المميت في 4 قبل الميلاد، غيّر هيرودس وصيّته بشأن الخلافة. وفقًا للنسخة النهائية من وصيّته، أصبح الأخ الأكبر لأنتيباس أرخيلاوس ملكًا على يهودا وإيدوميا والسامرة، بينما سيحكم أنتيباس الجليل وبيريا القسم الأقل من الرباعية، وسيحكم فيليب الجولان (مرتفعات الجولان)، وباتانيا (جنوب سوريا)، واللجاة، وحوران.
بسبب وضع يهودا كمملكة تابعة للإمبراطورية الرومانية، كان لا بد من التصديق على خطط هيرود للخلافة من قبل الإمبراطور أغسطس. لذلك سافر وَرثة هيرودس الثلاثة إلى روما لتقديم مطالباتهم، زعم أنتيباس أنّه يجب أن يرث المملكة بأكملها، بينما أكّد الآخرون على لزوم تكريم وصية هيرودس. على الرغم من الدعم المقدّم لأنتيباس من أفراد عائلة هيروديان في روما، الذين يفضّلون الحكم الروماني المباشر ليهودا لكنهم اعتبروا أنتيباس مفضلًا على أخيه، أكّد أغسطس على تقسيم الأراضي التي حددها هيرود في وصيته النهائية. لكن كان على أرخيلاوس أن يكون راضيًا بلقب العرش بدلًا من الملك.  كما حصلت شقيقة هيرودس سالومي الأول على لقب ملكة جامنية وحاكمة باراليا وبعض المناطق في جنوب بيريا. عند وفاتها في 10 م، أُلحقت هذه المناطق إلى مقاطعة يهودا.